# والتر تیوکسبری
والتر بیردزلی تیوکسبری (انگلیسی: Walter Beardsley Tewksbury؛ زاده ۲۱ مارس ۱۸۷۶ درگذشته ۲۵ آوریل ۱۹۶۸) یک ورزشکار اهل ایالات متحده آمریکا بود. او در بازی‌های المپیک تابستانی ۱۹۰۰ برنده پنج مدال، از جمله دو مدال طلا شد.